# شیرین‌بیلی
شیرین‌بیلی (به ترکی آذربایجانی: Şirinbəyli) یک منطقهٔ مسکونی در جمهوری آذربایجان است که در شهرستان ساعتلی واقع شده‌است. شیرین‌بیلی ۴٬۰۵۶ نفر جمعیت دارد.